# Pépi Ier
Pépi Ier est un roi d'Égypte de la VIe dynastie qui connaît un long règne de -2289 à -2255. Cependant, comme pour tous les rois de la VIe dynastie, nous sommes loin d'un consensus entre les spécialistes en ce qui concerne cette durée de règne. Les appréciations vont de vingt ans pour certains spécialistes, comme Hans Wolfgang Helck, jusqu'à soixante-six ans pour d'autres, comme Ian Shaw.

## Généalogie
Il est le fils du roi Téti et de la reine Ipout Ire.
Il a eu plusieurs épouses, dont beaucoup ne nous sont connues que par leur tombe près de la pyramide du roi :
- Ânkhésenpépi Ire (aussi nommée Ânkhnesmérirê Ire)[4],[5], mère du roi Mérenrê Ier ;
- Ânkhésenpépi II (aussi nommée Ânkhnesmérirê II)[4],[5] ;
- Noubounet[6],[7] ;
- Inenek Inti[8] ;
- Méhaa, mère d'Horneterikhet ;
- peut-être Nedjeftet[9],[10] ;
- peut-être Béhénou[11].

Il a eu plusieurs enfants, dont son successeur Mérenrê Ier, les princes Horneterikhet et Téti-Ânkh, la reine Neith et peut-être la reine Ipout II (ou bien fille de Mérenrê Ier).

## Longueur du règne

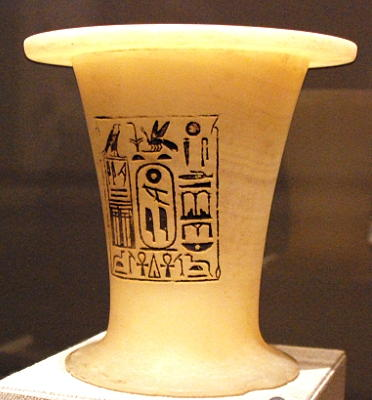
Vase en albâtre au nom de Pépi Ier - Walters Art Museum de Baltimore

La date la plus haute trouvée pour ce roi est l'inscription no 3 à Hatnoub indiquant Année du 25e recensement, 1er mois d'Akhet, Xe jour. Une analyse de la Pierre de Saqqarah Sud atteste également d'un 25e recensement de bétail, le plus élevé, sous le règne de Pépi Ier. Les preuves indiquent que sous les règnes de Pépi Ier et Mérenrê Ier, le comptage de bétail était effectué tous les deux ans, ce qui suggère une durée de règne de quarante-neuf ou cinquante ans. Cependant, on ne peut pas exclure une cinquantième année de règne en raison d'un fragment manquant de l'inscription suivante. Le canon royal de Turin semble indiquer que Pépi Ier a un règne de vingt ans, tandis que son successeur Mérenrê Ier est accrédité pour un règne de quarante-quatre ans. Ceci contredit les preuves contemporaines de la pierre dont la plus haute attestation pour ce roi est le 5e recensement de bétail. L'égyptologue Kim Ryholt suggère que les deux lignes pourraient avoir été échangées.
Il y a eu quelques doutes quant à savoir si la fréquence des recensements du bétail était strictement bisannuelle ou légèrement plus irrégulière. Que cette dernière situation semble être le cas est suggéré par l'inscription no 74-75 Année après le 18e recensement, 3e mois de Chémou, 27e jour du Ouadi Hammamat qui mentionne la première fête-Sed cette année-là pour Pépi Ier ; ainsi qu'une date Année après le 18e recensement, 4e mois de Chémou, 5e jour dans le graffiti no 106 du Sinaï, comme l'a noté l'égyptologue français Michel Baud dans un ouvrage de 2006 sur la chronologie égyptienne. Ce serait l'année 36 si le système bisannuel de datation était utilisé. Cette information est importante car la fête-Sed est considérée comme étant célébrée en l'an 30 d'un règne. Si Pépi Ier utilisait un système de comptage bisannuel pendant son règne, ces inscriptions parlant de la fête-Sed auraient dû être datées de l'année suivant le 15e recensement à la place. Cela pourrait signifier que le recensement du bétail pendant la VIe dynastie n'était pas régulièrement bisannuel. Michel Baud, cependant, souligne que l'année du 18e recensement est conservée dans la Pierre de Saqqarah Sud et indique que la case correspondant à l'année entre les 18e et 19e recensements fait la moitié de la taille moyenne des cases. Il explique donc qu'un espace aussi réduit pour une année célébrant la fête-Sed du roi est difficile à croire. Baud note qu'il y avait une tendance, pendant l'administration de ce souverain, à mentionner le premier jubilé à plusieurs reprises dans les années suivant sa célébration. De plus, Baud et Raffaele notent que la case-année la plus longue correspond à l'année 30 ou 31, ce qui correspondrait bien à la célébration de la fête-Sed, et impliquerait donc également une fréquence de recensement strictement bisannuelle durant son règne.

## Règne

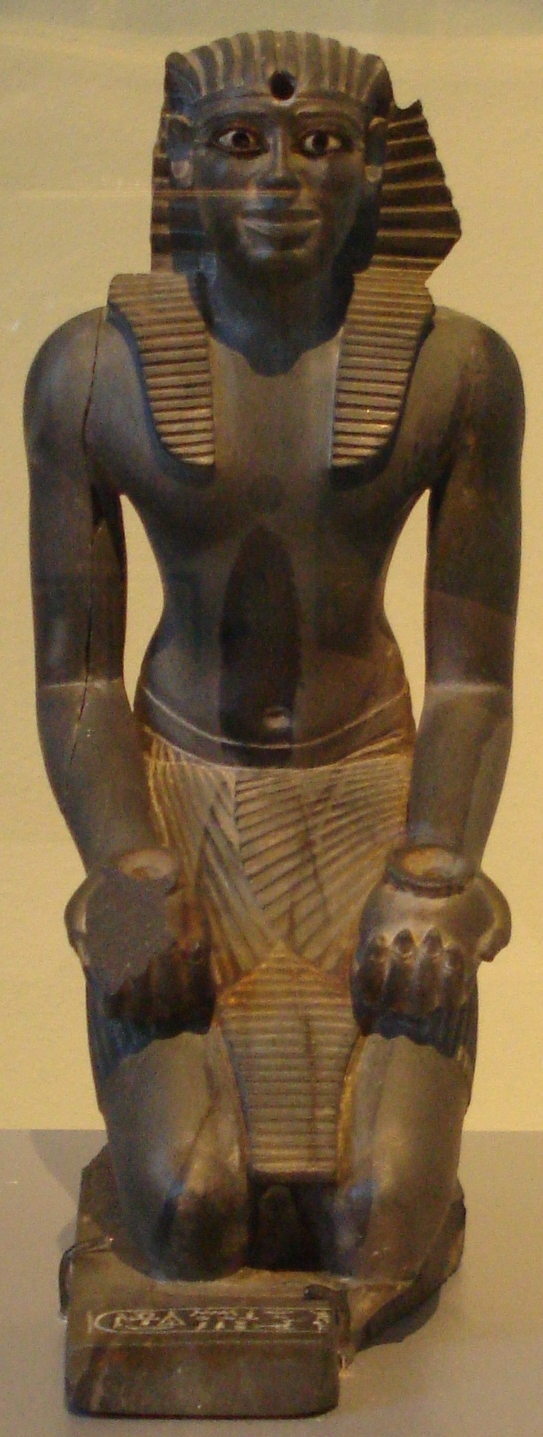
Statuette de Pépi Ier conservée au Brooklyn Museum de New York

### Accession au trône
L'accession de Pépi Ier au trône pourrait avoir eu lieu en période de troubles, puisque son père Téti aurait été assassiné par ses propres gardes du corps, selon Manéthon,. Naguib Kanawati a soutenu la thèse de Manéthon, en faisant remarquer par exemple que le règne de Téti a vu une augmentation importante du nombre de gardes à la cour égyptienne, ceux-ci devenant responsables des soins quotidiens du roi. La tentative de damnatio memoriae visait en particulier trois hommes, le vizir Héri, le responsable des armes Méréri et le médecin en chef Seânkhuuiptah, qui pourraient donc être derrière le meurtre.
Le successeur de Téti fut le roi Ouserkarê. L'identité de ce roi et sa relation avec la famille royale restent incertaines. L'hypothèse d'une régence, formulée par certains,, dans l'hypothèse que Pépi était trop jeune à la mort de Téti, est à exclure du fait qu'un régent ne prendrait pas une titulature royale complète, qu'il ne serait pas considéré comme un roi légitime par ses successeurs (présence dans les listes royales postérieures) et que le règne d'Ouserkarê est trop court pour une régence.
Peu importe l'identité du roi Ouserkarê, Pépi Ier lui succède. Il prend comme nom d'Horus Méritaouy, signifiant « L'aimé des deux Terres », ce que Nicolas Grimal considère comme une indication qu'il souhaitait un apaisement politique. De même, Pépi Ier a choisi le nom de Nesout-bity Néfersahor, qui signifie « La protection d'Horus est parfaite », qu'il n'a changé que plus tard en Mérirê, signifiant « L'aimé de Rê ». Bien qu'il ne semble pas y avoir de relation directe entre, la conspiration ayant mis fin au règne de Téti, le bref règne d'Ouserkarê et la conspiration ultérieure dans le harem de Pépi Ier, ces événements suggèrent une certaine forme d'instabilité politique à l'époque.

### Politique intérieure
Dans une longue tendance qui a commencé au début de la Ve dynastie, l'État égyptien de l'Ancien Empire a fait l'objet d'une décentralisation et d'une régionalisation croissantes. Ce processus, bien entamé sous le règne de Pépi Ier, affaiblit progressivement la primauté et l'ascendant du roi sur sa propre administration et aboutira finalement aux principautés de la Première Période intermédiaire. Pépi Ier semble avoir développé plusieurs politiques pour contrecarrer cette tendance, notamment avec la construction de chapelles du Ka royal dans toute l'Égypte,, pour renforcer la présence royale dans les provinces.
Plus tard au cours de ce règne, peut-être vers sa 44e année sur le trône, Pépi Ier a été confronté à une conspiration mise au point par l'une de ses reines du harem, Ouéret-Yamtès. Bien que la nature précise de son crime ne soit pas rapportée par Ouni, qui a servi de juge lors du procès qui a suivi, cela montre au moins que la personne du roi n'était plus intouchable. Selon Hans Goedicke, Ouéret-Yamtès était peut-être la mère de Mérenrê Ier, alors que Nicolas Grimal considère que cela est très improbable, car le fils de Ouéret-Yamtès aurait été puni avec elle. Vers la fin de son règne, Pépi Ier épousa deux filles de Khoui, nomarque d'Abydos, peut-être pour contrer l'affaiblissement de l'autorité du roi sur la Moyenne et la Haute-Égypte en s'assurant l'allégeance d'une famille puissante. L'importance politique de ce mariage est démontrée par le fait que, pour la première et dernière fois jusqu'à la XXVIe dynastie, quelque 1800 ans plus tard, la femme de Khoui, Nebet, a été rendue vizir de la Haute Égypte. Plus tard, le fils de Khoui et Nebet, Djaou, a également été rendu vizir. Cette tendance a commencé et s'est poursuivie au cours des VIe et VIIIe dynasties suivantes, où le temple de Min à Coptos a fait l'objet d'un important patronage royal, comme en témoignent les décrets de Coptos, qui enregistrent les décrets de plusieurs rois successifs de la VIIIe dynastie accordant des exonérations fiscales au temple ainsi que des honneurs officiels à la famille dirigeante locale alors que la société de l'Ancien Empire s'effondrait.
Cette partie du règne de Pépi Ier n'a peut-être pas été moins troublée qu'au début de son règne, car Kanawati conjecture que Pépi Ier a fait face à une autre conspiration contre lui, dans laquelle son vizir Raouer pourrait avoir été impliqué. Pour étayer sa théorie, Kanawati observe que l'image de Raouer dans sa tombe a été profanée, son nom, ses mains et ses pieds ayant été ciselés, alors que cette même tombe est datée de la seconde moitié du règne de Pépi Ier pour des raisons stylistiques. Kanawati avance en outre que le complot visait peut-être à faire désigner un autre héritier du trône aux dépens de Mérenrê Ier. En conséquence de l'échec de cette conspiration, Pépi Ier aurait pris la mesure drastique de couronner Mérenrê Ier pendant son propre règne, créant ainsi la plus ancienne corégence documentée de l'histoire de l'Égypte. Le fait qu'une telle corégence ait eu lieu est indirectement étayé par un pendentif en or portant les noms de Pépi Ier et de Mérenrê Ier en tant que rois,, une inscription mentionnant le roi Mérenrê Ier à Hatnoub qui suggère qu'il a compté ses années de règne à partir d'un certain moment du règne de son père et les statues en cuivre de Nekhen, dont il est question ci-dessous.

### Activités architecturales
Pépi Ier a construit de nombreux bâtiments dans toute l'Égypte,, consacrant la plupart de ses efforts de construction aux cultes locaux et aux chapelles dédiées au Ka du roi. À Dendérah, où une statue fragmentaire d'un Pépi Ier assis a été découverte,, Pépi Ier a restauré le complexe du temple à la déesse Hathor. À Abydos, il a construit une petite chapelle creusée dans le roc et dédiée au dieu local Khentamentiou, où il est appelé Pépi, fils d'Hathor de Dendérah. Dans la même localité, Pépi Ier a peut-être aussi fait construire une petite chapelle dédiée à son propre Ka,. Ces chapelles comprenaient une ou plusieurs chambres pour l'apport d'offrandes dédiées au culte du Ka du défunt. Comme son père Téti, Pépi fit construire une telle chapelle à Bubastis, dans la région du delta du Nil, ainsi qu'une autre à Nekhen,, en Haute-Égypte et peut-être aussi à El Kab où des inscriptions rupestres font référence à son culte funéraire. D'autres chapelles dédiées au Ka de Pépi Ier ont été trouvées à Memphis, Zaouiet el-Meytin, Assiout et Nagada. Toutes ces chapelles étaient probablement périphériques à de grands temples abritant des activités cultuelles importantes,, par exemple celle de Bubastis était périphérique au principal temple de l'Ancien Empire dédié à la déesse Bastet, tandis que celle d'Abydos était probablement à côté du temple de Khentamentiou.
Sous le sol de la chapelle de Nekhen, dans un magasin souterrain, James Quibell a découvert une statue du roi Khâsekhemoui de la IIe dynastie, un lionceau en terre cuite fabriqué à la période thinite, un masque en or représentant Horus et deux statues en cuivre. Ces statues, à l'origine façonnées par martelage de plaques de cuivre sur un socle en bois,, avaient été démontées et placées l'une dans l'autre puis scellées avec une fine couche de cuivre gravé portant les titres et les noms de Pépi Ier. Les deux statues piétinaient symboliquement les Neuf Arcs - les ennemis de l'Égypte - une représentation stylisée des sujets étrangers conquis par l'Égypte. Alors que l'identité de la plus grande figure adulte est révélée par l'inscription comme étant Pépi Ier, l'identité de la plus petite statue montrant une personne plus jeune reste non résolue. L'hypothèse la plus courante parmi les égyptologues est que le jeune homme représenté est Mérenrê Ier qui a été publiquement associé comme le successeur de son père à l'occasion du Jubilé. Le placement de son effigie en cuivre à l'intérieur de celle de son père refléterait donc la continuité de la succession royale et le passage du sceptre royal de père en fils avant la mort du père afin qu'elle ne puisse provoquer une scission dynastique. Par ailleurs, Bongioanni et Croce ont également proposé que la plus petite statue puisse représenter un Pépi Ier plus jeune, revigoré par la célébration des cérémonies du Jubilé.
Pépi Ier a décrété une exonération fiscale pour la chapelle dédiée au culte du Ka de sa mère et située à Coptos,. Un décret similaire a survécu sur une stèle découverte près de la pyramide rhomboïdale à Dahchour, par lequel, durant sa 21e année de règne, Pépi Ier accorda des exonérations aux personnes servant dans les deux pyramides de Snéfrou : « Ma Majesté a ordonné que ces deux villes de pyramidale soient exemptées pour lui, pour l'éternité, de tout travail du palais, de tout travail forcé pour toute partie de la résidence royale pour l'éternité, ou de tout travail forcé sur la parole de quiconque pour l'éternité ».
À la frontière sud de l'Égypte, à Éléphantine, plusieurs plaques de faïence ainsi qu'une statue en albâtre d'un singe avec sa progéniture portent le cartouche de Pépi Ier et témoignent de l'intérêt local pour le culte royal. Dans le temple de Satet, Pépi Ier a construit un sanctuaire en granit pour la statue de la déesse qui existe encore aujourd'hui. Plus au sud, en Nubie, Ouni a supervisé la construction d'un grand canal à la Première Cataracte pour le roi.

### Activités hors d'Égypte

#### Commerce et expéditions minières
Une grande partie du commerce qui avait existé sous la Ve dynastie s'est poursuivie sous Pépi Ier, avec des colonies le long de la côte levantine, en particulier à Byblos, et indirectement de là avec la ville d'Ebla dans la Syrie actuelle,,. Cette dernière est établie par des navires en albâtre portant le nom de Pépi Ier, trouvés près du palais royal G d'Ebla, détruit au XXIIIe siècle avant J.-C.. À la même époque, un vaste réseau de routes caravanières traversait le désert occidental d'Égypte, par exemple d'Abydos à l'oasis de Kharga et de là aux oasis de Dakhla et de Selima.
Les expéditions et les activités minières qui avaient déjà lieu durant la Ve dynastie et au début de la VIe dynastie se poursuivirent sans relâche. Elles comprennent au moins une expédition dans les mines de turquoise et de cuivre de l'Ouadi Maghara, dans le Sinaï, vers la 36e année du règne de Pépi Ier,, une expédition à Hatnoub, où l'albâtre a été extrait, au moins une fois au cours de la 49e année du règne, ainsi que des visites au Gebel Silsileh et à l'île de Sehel. La grauwacke et la siltite pour les projets de construction provenaient des carrières de l'Ouadi Hammamat, où Pépi Ier est mentionné dans environ quatre-vingts graffitis.

#### Expéditions militaires
Militairement, le règne de Pépi Ier est marqué par une expansion agressive en Nubie,, comme en témoignent les murs des tombes des nomarques contemporains d'Éléphantine, les vases en albâtre portant le cartouche de Pépi Ier trouvés à Kerma et les inscriptions à Toumas. Au nord-est de l'Égypte, Pépi Ier lance au moins cinq expéditions militaires contre le Peuple des sables du Sinaï et du sud de la Palestine,. Ces campagnes sont relatées sur les murs du tombeau de Ouni, alors officiellement Surintendant du palais mais chargé de la tâche de chef des armées. Ouni raconte qu'il ordonna aux nomarques de Haute-Égypte et de la région du delta du Nil de « lever des troupes avec leurs propres subordonnés, et ceux-ci à leur tour appelèrent leurs subordonnés à travers tous les niveaux de l'administration locale ». Pendant ce temps, des mercenaires nubiens étaient également recrutés,,, si bien qu'au total des dizaines de milliers d'hommes étaient à la disposition de Ouni. C'est le seul texte relatant la levée d'une armée égyptienne pendant la période de l'Ancien Empire, et il révèle aussi indirectement l'absence d'une armée permanente à l'époque. Ces troupes étaient utilisées pour repousser et repousser les bédouins rebelles,, avant d'envahir leurs terres jusqu'à ce qui pourrait être le mont Carmel au nord, tout en débarquant des troupes directement sur les côtes palestiniennes grâce à la marine égyptienne,.

## Sépulture
Pépi Ier s'est fait construire une pyramide dans le sud de Saqqarah, qu'il a baptisée Men-nefer-Pepi, ce qui se traduit par la splendeur de Pépi est durable, la perfection de Pépi est établie, la beauté de Pépi est durable, la perfection de Pépi est durable ou encore Pépi est durable et parfait. Le nom diminutif de Men-néfer pour le complexe de la pyramide a donné naissance à une nouvelle désignation pour la capitale voisine de l'Égypte, initialement appelée Ineb-Hedj, désignation qui a finalement donné Memphis en grec,,,

### Le complexe pyramidal
La ville pyramidale de Pépi Ier et le temple de la vallée de sa pyramide n'ont pas encore été fouillés. Seuls les derniers mètres de la chaussée précédant immédiatement le temple mortuaire ont été explorés. La chaussée n'est plus visible sauf sur son tracé qui obliquant depuis le temple funéraire, pointe vers le nord-est de la vallée, indiquant l'emplacement perdu du temple d'accueil qui n'a pas été encore retrouvé et dégagé et qu'il convient donc de rechercher sous les cultures qui bordent la ville moderne de Saqqarah.
Le temple funéraire ou temple haut est à présent mieux connu et bien qu’en ruine permet d'identifier clairement sa composition. Il comprend tous les éléments classiques s’inspirant en cela du complexe voisin de Djedkarê Isési. Il se développe sur un axe est-ouest avec une longueur de plus de quatre-vingt-dix mètres pour une largeur en façade de plus de cinquante. La partie d’accueil du temple est très développée partant depuis le débouché de la chaussée à l’est jusqu'au péribole de la pyramide à l’ouest qui contient la partie intime du temple et la pyramide-satellite du complexe. Une fois sorti du long couloir formé par la chaussée ascendante on pénétrait dans un premier vestibule distribuant au nord et au sud deux pièces annexes occupant toute la largeur de l'édifice. Par le côté ouest du vestibule, on accédait à un grand corridor, la Chambre des Grands dont les parois étaient décorées de scènes représentant la famille royale et les courtisans du royaume s'avançant vers le roi divinisé et qui ouvrait sur une grande cour à portiques soutenus par dix-huit piliers. De cette cour cérémonielle destinée à la présentation des offrandes et aux rites de purification d'usage on accédait à la partie intime du temple qui contenait outre la salle à cinq niches qui abritait les statues du culte, une salle oblongue située juste derrière et jouxtant la face orientale de la pyramide. C'est dans cette salle que se trouvait la stèle fausse porte du sanctuaire qui a été retrouvée dans les décombres du temple et redressée à la place qu'elle occupait originellement. 
De part et d'autre de cet ensemble se trouvaient des magasins disposés en dents de peigne et enserrant la totalité du temple. Ces magasins étaient destinés à conserver les offrandes une fois purifiées dans la grande cour. Ils prennent ici une ampleur importante et occupent la plupart de l'espace du temple funéraire.
Le péribole de la pyramide est délimité par un mur d'enceinte encadrant la pyramide royale et s'arrêtant au niveau du temple funéraire. Il est conservé dans sa partie sud sur ses quatre premières assises et sur une longueur de quarante mètres et accusait un fruit de quatre à cinq degrés. Il était couronné par un parapet arrondi et son élévation est restituée à environ sept mètres de hauteur pour une épaisseur à sa base d'un peu plus de quatre mètres. Des blocs de ses assises hautes ont pu être retrouvés sur place, abandonnés là par les carriers, et présentent une décoration inédite et sans précédent pour un complexe pyramidal de l'Ancien Empire. Constituée d'une frise de grands hiéroglyphes gravés en relief dans le creux, interrompue par des panneaux d'angles développant la titulature royale, elle courait sur toute la longueur du mur d'enceinte et se poursuivait sur celui du temple haut. 
Le péribole dispose également de canalisations des eaux très développées, aménagées dans le dallage tout autour de la pyramide. Ce dallage présente en effet une légère pente qui converge vers des bassins où des petits récipients d'où partent des rigoles qui le traversant et passant au-dessous du mur d'enceinte déversaient les eaux à l'extérieur dans des puits perdus. Ce dispositif de recueil et d'écoulement des eaux de ruissellement est interprété comme ayant tout à la fois une fonction utilitaire et rituelle.
La pyramide de culte est située à l'angle sud-est de la pyramide royale — une position qui a été la norme pour cette structure depuis l'époque du roi Sahourê —. Elle est dans un état de conservation légèrement meilleur que le temple mortuaire. La base faisait 15,7 m de côté et la hauteur était de 15,7 m également. Son angle d'inclinaison est de 63°26′. Elle a conservé une partie de son revêtement en calcaire de Tourah et comprenait un dispositif souterrain accessible depuis sa face nord, copie anépigraphe, simplifiée et miniature des appartements funéraires du roi.

### La pyramide
La pyramide principale de Pépi Ier a été construite de la même manière que les autres depuis Djedkarê Isési : un noyau à six degrés construit à partir de petits blocs de calcaire grossièrement taillés et liés entre eux à l'aide de mortier d'argile enrobé de blocs de calcaire fin . La pyramide, aujourd'hui détruite, avait une base carrée de 78,75 m de côté, soit 150 coudées, convergeant vers le sommet à ~ 53° et mesurait autrefois 52,5 m, soit 100 coudées de haut . Ses restes forment aujourd'hui un petit monticule de 12 m , contenant en son centre une fosse creusée par des voleurs de pierre.
On accédait aux infrastructures de la pyramide par la chapelle nord, aujourd'hui disparue. Depuis l'entrée, un couloir descendant donne accès à un vestibule qui mène au passage horizontal. À mi-chemin du passage, trois herses en granit gardent les chambres. Comme dans les pyramides précédentes, l'infrastructure contient trois chambres : une antichambre sur l'axe vertical des pyramides, un serdab à trois cavités à l'est, et une chambre funéraire contenant le sarcophage du roi à l'ouest. Extraordinairement, le coffre canope en granit rose qui était enfoncé dans le sol au pied du sarcophage est resté intact,. On a découvert à côté des restes de viscères dont on présume qu'ils appartiennent au roi. On ignore la provenance d'un fragment de momie et des enveloppes de lin fin découverts dans la chambre funéraire, mais on suppose qu'ils appartiennent à Pépi Ier.
Les murs de l'antichambre de Pépi Ier, la chambre funéraire et une grande partie du couloir sont couverts de colonnes verticales de texte hiéroglyphique inscrit, les fameux Textes des pyramides,,, peint en vert avec de la malachite moulue et de la gomme arabique, une couleur symbolisant le renouveau. Son sarcophage porte également sur son côté est les titres et les noms du roi, dans le cadre d'un ensemble de sorts plus vaste qui comprend des textes au bas des murs nord et sud opposés au sarcophage, et sur une ligne traversant le haut des murs nord, ouest et sud de la chambre. L'écriture comprend 2 263 colonnes et lignes de texte, ce qui en fait le plus vaste corpus de textes des pyramides de l'Ancien Empire. La tradition d'inscrire des textes à l'intérieur de la pyramide a été initiée par Ounas à la fin de la Ve dynastie,, mais a été découverte à l'origine dans la pyramide de Pépi Ier en 1880,. Leur fonction était de permettre la réunion des Ba et Ka du souverain conduisant à la transformation en Akh,, et d'assurer la vie éternelle parmi les dieux du ciel,,.

### Les pyramides de reines
Au sud et au sud-est de sa propre pyramide, Pépi Ier a fait construire plusieurs complexes pyramidaux à l'extérieur du mur d'enceinte pour ses épouses Ânkhésenpépi II, Noubounet, Inenek Inti et Méhaa ainsi que pour d'autres reines Mérititès II, Béhénou et Ânkhésenpépi III. S'ajoutent trois autres pyramides ou tombeaux dont l'une a été identifiée comme étant celle du prince royal Horneterikhet, fils de Pépi Ier et de Méhaa ainsi que celle plus tardive du Chef des scelleurs Rêhéryshefnakht et enfin une dernière pyramide restée anonyme pour l'instant. Comme des fragments de relief ont été trouvés à proximité de ces bâtiments, sur lesquels sont mentionnés les noms de deux autres épouses de Pépi Ier, Ânkhésenpépi Ire et Nedjeftet, on suppose que des pyramides ont été construites pour elles aussi. Cependant, elles restent encore à découvrir.

#### La pyramide de Noubounet
La pyramide royale la plus à l'est connue jusqu'à présent appartenait à Noubounet, une épouse de Pépi Ier. La base carrée faisait 21 m de côté et la hauteur était de 21 m également. Sur le côté est, il y avait un petit temple mortuaire. L'entrée des infrastructures se trouvait sur le côté nord de la pyramide. Il y avait une petite chapelle en briques crues, dans laquelle on a également trouvé un autel en pierre calcaire brisée. De là, un couloir descendant menait d'abord dans une petite chambre, puis le couloir continuait horizontalement. La chambre funéraire est située légèrement au sud du centre de la pyramide. On y a trouvé les restes d'un sarcophage en granit rose et des plaques d'inscription en albâtre, mais leur fonction n'est pas claire. À l'est de la chambre funéraire se trouve un serdab où l'on a trouvé les restes de l'équipement funéraire.

#### La pyramide d'Inenek Inti
À l'ouest de la pyramide de Noubounet se trouve la pyramide d'une autre épouse de Pépi Ier, Inenek, également appelée Inti. La base carrée faisait 21 m de côté et la hauteur était de 21 m également, la pyramide est donc en grande partie identique à celle de Noubounet. La seule différence significative est que la chambre funéraire se trouve ici directement sous le centre de la pyramide. Plus important encore, la pyramide d'Inenek possède un temple mortuaire beaucoup plus grand, qui, faute de place, se trouve non seulement du côté est de la pyramide, mais l'entoure du nord, de l'est et du sud. Dans l'angle sud-est, il y a une petite pyramide culte dont la base carrée faisait 6,30 m de côté et dont la hauteur était de 6,30 m. Deux obélisques de calcaire de 2,20 m de haut ont été trouvés à la porte d'entrée du mur d'enceinte. Ils sont inscrits et peints avec de la peinture rouge, qui devrait imiter le coûteux granit rose. Un sarcophage fait de grauwacke, de la vaisselle en pierre et quelques récipients ont été trouvés.

#### Lapyramide de l'Ouest
À l'ouest de la tombe d'Inenek, une troisième pyramide a été trouvée en 1988, qui a été appelée « pyramide de l'Ouest » ou « pyramide de la reine de l'Ouest », car son propriétaire est inconnu jusqu'à aujourd'hui. Cependant, ces noms sont devenus quelque peu inappropriés entre-temps, car elle se trouve maintenant plutôt au centre des pyramides des pyramides de reines. La base carrée faisait 21 m  de côté et la hauteur était de 21 m. Ses dimensions sont les mêmes que celles de Noubounet et d'Inenek, mais les infrastructures sont agencées différemment. Le serdab se trouve ici non pas à l'est mais au sud de la chambre funéraire,,. De nombreux objets provenant de l'équipement original de la tombe ont pu être retrouvés. Parmi eux se trouvaient les restes d'un sarcophage en granit rose, une sandale dorée, des ustensiles en cuivre, des récipients en argile et des objets en bois . Le temple mortuaire a été construit à la hâte à partir de briques de boue du Nil. Il n'a été réalisé que sous le règne de Pépi II. Il était extrêmement étroit et décoré de reliefs représentant des processions de la cour et des offrandes.

#### La pyramide deMérétitèsII
Au sud de la "pyramide de l'Ouest", la pyramide de la reine Mérititès II, parente (fille ?) de Pépi Ier et probable épouse de Pépi II, a été découverte en 1995. La base carrée faisait 21 m de côté et la hauteur était de 21 m également. La pyramide a été construite sur une colline naturelle de sable et de nodules de silex. La chambre funéraire est très endommagée par l’affaissement des poutres du plafond, mais certains objets funéraires ont pu être retrouvés, dont un appui-tête et quelques fragments de bois, qui appartenaient probablement à une boîte.

#### La pyramide d'ÂnkhésenpépiII
En 1998, la pyramide d'Ânkhésenpépi II, épouse de Pépi Ier et de Mérenrê Ier, a été retrouvée au sud-ouest du tombeau de Mérétitès II . La base carrée faisait 31,20 m de côté et la hauteur était de 30 m, c'était la plus grande pyramide de reines du complexe de Pépi Ier , mais aujourd'hui elle est presque complètement érodée. Sur le côté nord, on a découvert les restes d'une chapelle, d'où un couloir décoré de reliefs mène à la chambre funéraire. Ses murs portaient des textes des pyramides. En 2001, un sarcophage en pierre noire a été découvert . À l'est de la chambre funéraire se trouve un serdab non décoré. Au nord de la pyramide se trouvent vingt magasins, mais aucune découverte importante n'y a été faite. Plus révélateur, cependant, est une cour à l'est des magasins, dans laquelle on a trouvé des reliefs peints, dont le portrait de la reine. Une autre découverte importante est un bloc qui nomme les pyramides de Pépi Ier, 
de Mérenrê Ier et de Pépi II. Elle représente une découverte importante pour la reconstruction de l'histoire de la famille royale de la VIe dynastie. Sur le côté est de la pyramide se trouve le temple mortuaire, qui a une forme assez inhabituelle et qui s'étend vers le nord. En 2017, un pyramidion et des fragments d'obélisque ont été trouvés près de la tombe.

#### La pyramide d'ÂnkhésenpépiIII
Au nord des magasins d'Ânkhésenpépi II, la pyramide d'Ânkhésenpépi III, fille de Mérenrê Ier et épouse de Pépi II, a été découverte en 2001. La base carrée faisait 15,75 m de côté et la hauteur était de 15 m. La chambre funéraire est décorée d'une bande de hiéroglyphes qui indique le nom et le titre de la reine. Le temple funéraire d'Ânkhésenpépi III se trouve à l'est de la pyramide et est inclus dans l'enceinte où se trouve aussi la pyramide d'Ânkhésenpépi II. Il est tout petit et n'est composé que de trois salles. Au sud-est du bâtiment se trouve une petite pyramide de culte dont la base carrée faisait 3,10 m de côté et la hauteur était de 3,10 m également.

#### La pyramide de Méhaa
Au nord-ouest de la pyramide de l'Ouest se trouve la pyramide de Méhaa, fortement détruite. Elle n'est documentée qu'une seule fois, dans un bâtiment qui serait la chambre funéraire de son fils Horneterikhet, mais des restes de la décoration murale dans le style d'une façade de palais et quelques inscriptions ont été trouvés. La base carrée faisait 22,60 m de côté. La chambre funéraire est presque entièrement détruite.

#### La pyramide de Béhénou
En 2007, les restes d'une huitième pyramide de reine ont été fouillés au nord-ouest de la pyramide de Méhaa. Le nom de sa propriétaire est Béhénou. Sur le côté sud du bâtiment se trouve le temple mortuaire, sur le côté sud-est il y a aussi une petite pyramide de culte. Dans les restes du tombeau, on a également trouvé des fragments de textes de pyramides et la tête d'une statuette de la reine Béhénou. La chambre funéraire a été fouillée au début de l'année 2010. Elle mesure 6 × 24 m  et contenait des restes de la décoration murale et du sarcophage de Béhénou.

#### Tombeau de la prêtresse d'Hathor Ânkhésen
Dans l’enceinte du monument funéraire d'Ânkhésenpépi III, enfouie à l’ouest dans un puits, est apparue une jolie petite tombe peinte de couleurs fraîches, au nom de la prêtresse d’Hathor répondant au nom d'Ânkhésen. Aucun lien familial n’est indiqué avec Ânkhésenpépi III, la petite tombe étant toutefois antérieure à la pyramide qui l’abrite. La momie y était encore en place, accompagnée de son chevet ; une statuette en bois de 38 cm représentant la défunte y fut aussi retrouvée.

#### Pyramide de Rêhéryshefnakht
Juste au nord du complexe pyramidal d'Ânkhésenpépi III se trouve une petite pyramide, qui n'a été construite qu'à la fin de la XIe ou au début de la XIIe dynastie. Son propriétaire était un fonctionnaire, Chef des scelleurs plus particulièrement, du nom de Rêhérychefnakht. C'est donc la plus ancienne pyramide égyptienne connue qui n'ait pas été construite pour un membre de la famille royale. Le bâtiment se compose principalement de fragments réutilisés, qui provenaient à l'origine d'autres bâtiments de la zone.